# Bear River, Athapaskan
Bear River Indijanci.- Pleme kalifornijskih Indijanaca s istoimene rijeke u okrugu Humboldt. Jezično pripadaju porodici Athapaskan. Najsrodniji su grupama Mattole, Sinkyone i Nongatl. Pleme je manje poznato pod imenom Ni'ekeni'. Nomland je (1938) naveo 8 njihovih sela: 
- Tcalko', na ušću rijeke Bear River.

Ostala su blizu Capetowna
- Chilsheck, na mjestu današnjeg Capetowna.
- Chilenche,
- Selsche'ech,
- Tlanko,
- Estakana,
- Sehtla,
- Me'sseah,  ovo je ime za prirodni amfiteatar gdje su se okupljali njihovi šamani. U blizini je živjelo nekoliko obitelji.

Nije poznato brojno stanje ovih Indijanaca sve do 1937. kada ih je popisano 23. Ipak oni i danas imaju potomaka na rezervatu Rohnerville Rancheria gdje se izjašnjavaju pod imenom 'Mattole', njima srodnom plemenu. Na rezervatu žive zajedno s Wiyot i Mattole Indijancima. Službeno se vode pod imenom 'Bear River Band of Rohnerville Rancheria'.
Rezervat se nalazi u brdima južno od Eureke, kod gradića Loleta.  Novo-oformljeno pleme broji oko 250 pripadnika iz plemena Bear River, Mattole i Wiyot.  Na rezervatu je njih svega oko 50, ostali žive u susjednim zajednicama (Fortuna, Eureka i Arcata). Tu se također nalazi i oko 50 ljudi koji ne pripadaju plemenu. Žive siromašno i bez financijskih izvora. Administracija plemena nalazi se u gradu Loleta. 

## Vanjske poveznice
- The Eureka Reporter - Article
- Swanton